# Vitrimurellidae
Vitrimurellidae is een monotypische familie van mosdiertjes uit de orde Cheilostomatida en de klasse van de Gymnolaemata. De wetenschappelijke naam ervan is in 2014 voor het eerst geldig gepubliceerd door Winston, Vieira & Woollacott.

## Geslacht
- Vitrimurella Winston, Vieira & Woollacott, 2014